# Варистор

Обозначение на схеме

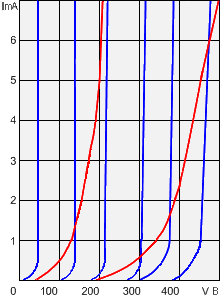
Вольт-амперные характеристики варисторов: синие — на основе ZnO, красные — на основе SiC

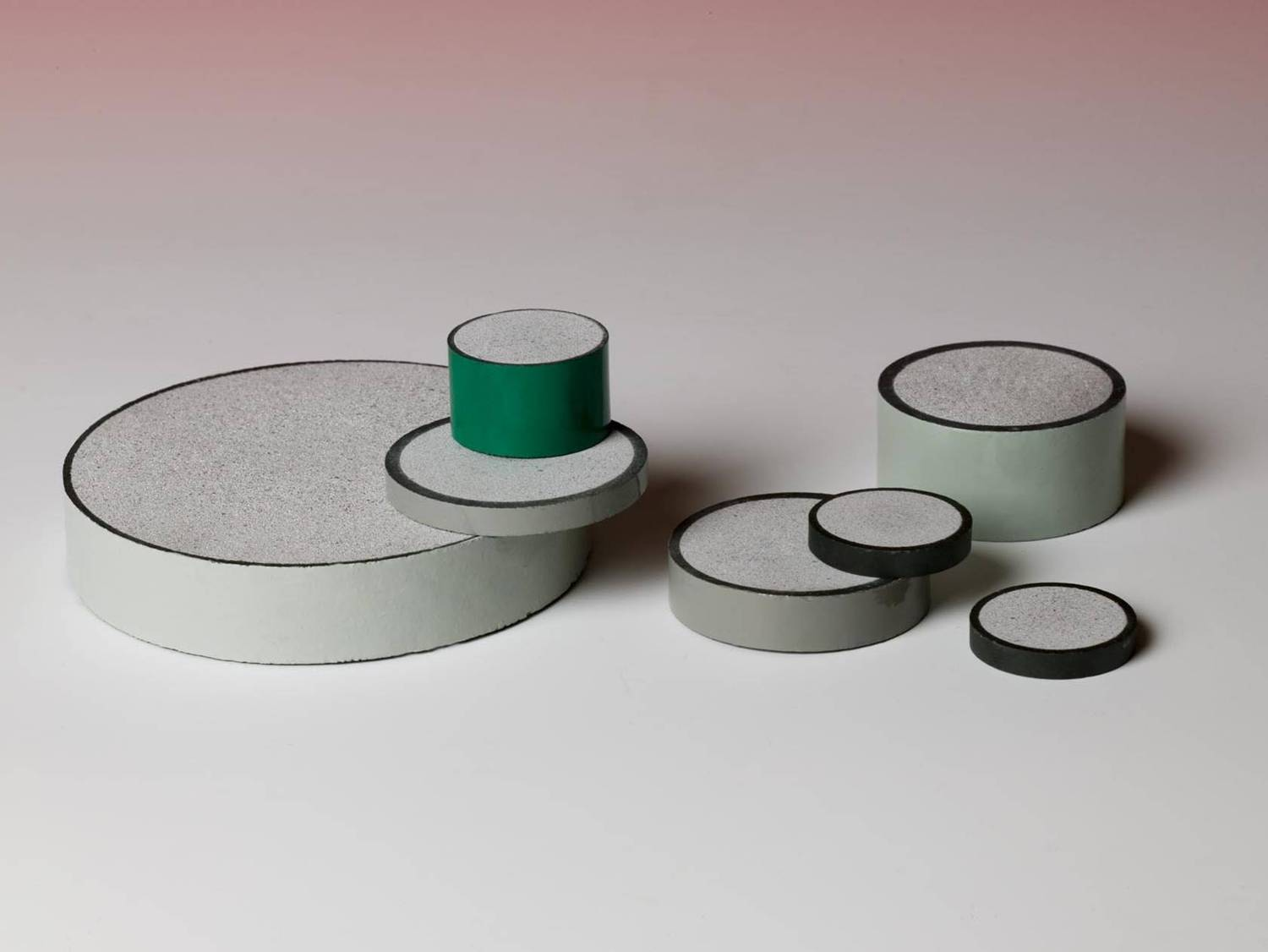
Разные варисторы

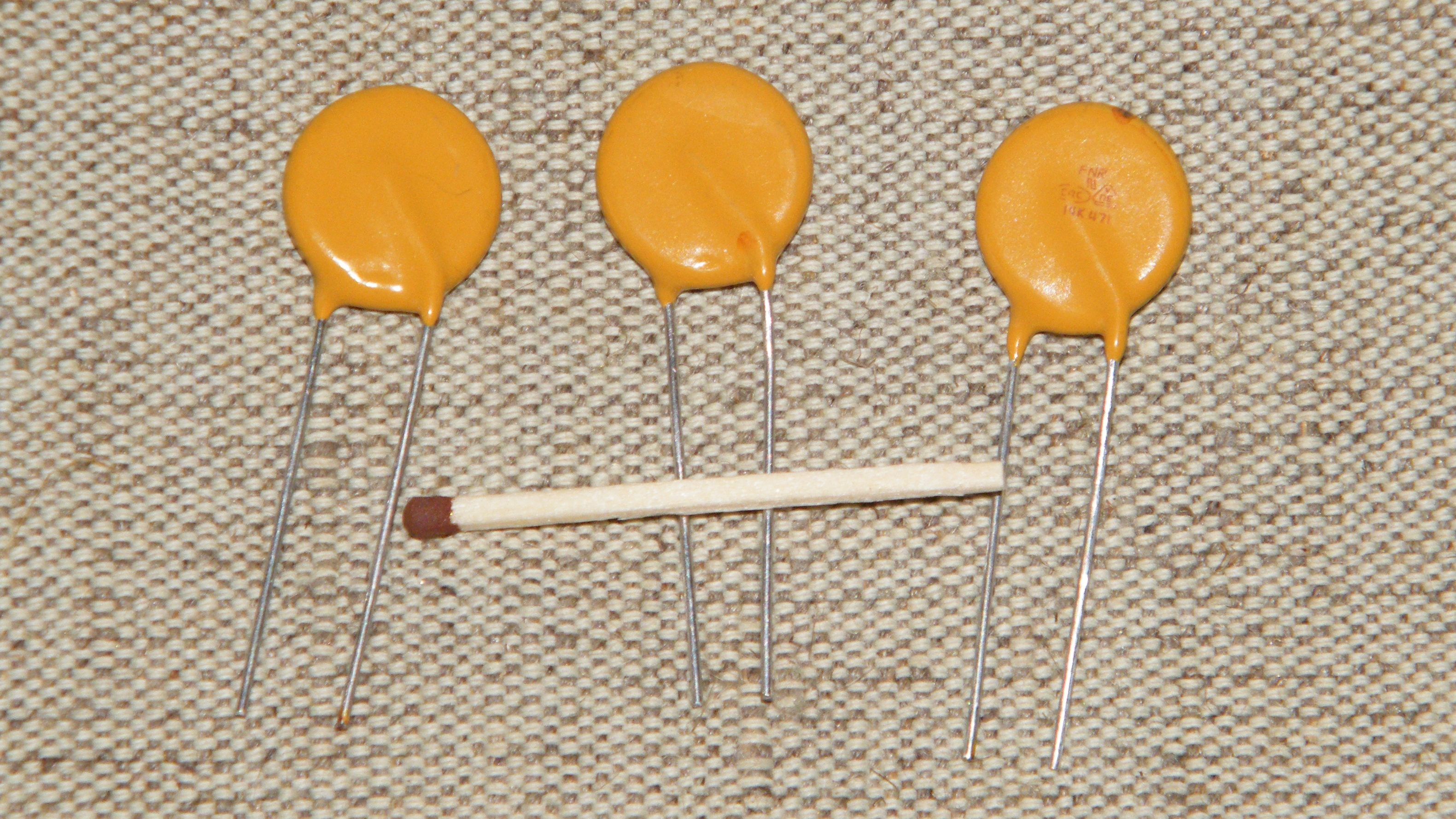
Варисторы

Вари́стор (англ. vari(able) - переменный (resi)stor — резистор) — полупроводниковый резистор, электрическое сопротивление (проводимость) которого нелинейно зависит от приложенного напряжения, то есть обладающий нелинейной симметричной вольт-амперной характеристикой и имеющий два вывода. Обладает свойством резко уменьшать своё сопротивление с миллиардов до десятков Ом при увеличении приложенного к нему напряжения выше пороговой величины. При дальнейшем увеличении напряжения сопротивление уменьшается ещё сильнее. Благодаря отсутствию сопровождающих токов при скачкообразном изменении приложенного напряжения варисторы являются основным элементом для производства устройств защиты от импульсных перенапряжений (УЗИП).

## Изготовление
Изготавливают варисторы спеканием при температуре около 1700 °C полупроводника, преимущественно порошкообразного карбида кремния (SiC) или оксида цинка (ZnO), и связующего вещества (например, глины, жидкого стекла, лака, смолы). Далее две поверхности полученного элемента металлизируют (обычно электроды имеют форму дисков) и припаивают к ним металлические проволочные выводы.
Конструктивно варисторы выполняются обычно в виде дисков, таблеток, стержней; существуют бусинковые и плёночные варисторы. Широкое распространение получили стержневые подстроечные варисторы с подвижным контактом.

## Свойства
Нелинейность характеристик варисторов обусловлена локальным нагревом соприкасающихся граней многочисленных кристаллов карбида кремния (или иного полупроводника). При локальном повышении температуры на границах кристаллов сопротивление последних существенно снижается, что приводит к уменьшению общего сопротивления варисторов.
Один из основных параметров варистора — коэффициент нелинейности λ — определяется отношением его статического сопротивления R к динамическому сопротивлению Rd:
{\displaystyle \lambda ={\frac {R}{R_{d}}}={\frac {U}{I}}:{\frac {dU}{dI}}\approx const},
где U — напряжение, I — ток варистора
Коэффициент нелинейности лежит в пределах 2—10 у варисторов на основе SiC и 20—100 у варисторов на основе ZnO.
Температурный коэффициент сопротивления (ТКС) варистора — отрицательная величина.

## Применение

Сравнение вольт-амперных характеристик варисторов изготовленных из оксида цинка и карбида кремния

Низковольтные варисторы изготавливают на рабочее напряжение от 3 до 200 В и ток от 0,0001 до 1 А; высоковольтные варисторы — на рабочее напряжение до 20 кВ.
Варисторы применяются для стабилизации и регулирования низкочастотных токов и напряжений, в аналоговых вычислителях — для возведения в степень, извлечения корней и других математических действий, в цепях защиты от перенапряжений (например, высоковольтные линии электропередачи, линии связи, электрические приборы) и др.
Высоковольтные варисторы применяются для изготовления ограничителей перенапряжения.
Как электронные компоненты, варисторы дёшевы и надёжны, способны выдерживать значительные электрические перегрузки, могут работать на высокой частоте (до 500 кГц). Среди недостатков — значительный низкочастотный шум и старение — изменение параметров со временем и при колебаниях температуры.

## Материалы варисторов
Тирит, вилит, лэтин, силит — полупроводниковые материалы на основе карбида кремния с разными связками. Оксид цинка — новый материал для варисторов.

## Параметры
При описании характеристик варисторов в основном используются следующие параметры:
- Классификационное напряжение Un — напряжение при определённом токе (обычно 1 мА), условный параметр для маркировки изделий;
- Максимально допустимое напряжение Um для постоянного тока и для переменного тока (среднеквадратичное или действующее значение), диапазон — от нескольких В до нескольких десятков кВ; может быть превышено только при перенапряжениях;
- Номинальная средняя рассеиваемая мощность P — мощность в ваттах (Вт), которую варистор может рассеивать в течение всего срока службы при сохранении параметров в заданных пределах;
- Максимальный импульсный ток Ipp (Peak Surge Current) в амперах (А), для которого нормируется время нарастания и длительность импульса;
- Максимальная допустимая поглощаемая энергия W (Absorption energy) в джоулях (Дж), при воздействии одиночного импульса;
- Ёмкость Co, измеренная в закрытом состоянии при заданной частоте; зависит от приложенного напряжения — когда варистор пропускает через себя большой ток, она падает до нуля.

Рабочее напряжение варистора выбирается исходя из допустимой энергии рассеяния и максимальной амплитуды напряжения. Рекомендуется, чтобы на переменном напряжении оно не превышало 0,6 Un, а на постоянном — 0,85 Un. Например, в сети с действующим напряжением 220 В (50 Гц) обычно устанавливают варисторы с классификационным напряжением не ниже 380…430 В.